# Zeascheloribates palustris
Zeascheloribates palustris – gatunek roztocza z kohorty mechowców i rodziny Hemileiidae. Jedyny gatunek monotypowego rodzaju Zeascheloribates
Gatunek i rodzaj zostały opisane w 1982 roku przez Malcolma Luxtona.
Mechowce te mają notogaster z 3-4 parami sacculi. Szczeciny notogastralne występują w liczbie 9 par, genitalne 3 par, analne 2 par, a adanalne 3 par. Szczeciny aggenitalne nie występują. Odnóża jednopalczaste.
Gatunek endemiczny dla Nowej Zelandii, spotykany w glebie porośniętych paprociami torfowisk.